# Gérald Bastard
Gérald Bastard (Paris, 3 de abril de 1950) é um físico francês. É conhecido por seu trabalho sobre heterojunção de semicondutores. É diretor de pesquisas do Departamento de Física da Escola Normal Superior de Paris.
Recebeu em 2000 com Emilio E. Mendez o International Symposium on Compound Semiconductors Quantum Device Award. Recebeu o Prêmio Welker de 2014.

## Livros
- Bastard, Gerald (1991). Wave Mechanics Applied to Semiconductor Heterostructures. [S.l.]: Wiley-Interscience. ISBN 978-0-470-21708-5